# Salami Aleikum
Salami Aleikum ist ein deutscher Film des deutsch-iranischen Filmregisseurs Ali Samadi Ahadi. In Deutschland startete der Film am 23. Juli 2009, der offizielle Kinostart in Österreich war der 1. Januar 2010.
Die multikulturelle Filmkomödie erzählt die Geschichte einer persischen Fleischerfamilie aus Köln, die nach Ostdeutschland fährt und dort in einem verschlafenen Provinzdorf einen Kulturschock erfährt und provoziert.

## Handlung
Der zartbesaitete Mohsen Taheri verbringt seine Zeit am liebsten mit Stricken und kann kein Blut sehen. Darum widert ihn die Fleischerarbeit seines Vaters, der aus dem Iran stammt und seit vielen Jahren in Köln eine Metzgerei betreibt, an. Als er aufgrund eines behördlichen Berufsverbots die Fleischerei übernehmen muss, bekommt er das Angebot eines Polen, fleischreiche Schafe aus Polen fertig geschlachtet zu importieren, die dann in seiner Fleischerei verkauft werden können.
Mohsen gibt dem windigen Händler sein ganzes Erspartes und fährt mit dem alten Lieferwagen seines Vaters in Richtung Polen, bleibt aber bei einem Dorf in Ostdeutschland mit dem Fahrzeug liegen. Er bekommt Hilfe von der dortigen Automechanikerin, in die er sich auch sogleich verliebt.
Die kräftige und deutlich größer als Mohsen gewachsene Mechanikerin Ana war früher eine erfolgreiche Kugelstoßerin der DDR. Ihre Karriere endete nach der Wende jäh, als ihre (angeordneten) Dopingvergehen publik wurden. Ihre große Liebe, ihr Trainer, verließ sie (Richtung Westdeutschland), weswegen Ana nun allen Männern gegenüber äußerst misstrauisch ist, zumal sie sich für unattraktiv hält.
So hat es Mohsen schwer, ihr Vertrauen zu gewinnen. Auch die Dorfbewohner begegnen ihm mit Misstrauen und Vorurteilen, bis plötzlich durch ein Missverständnis vor allem seitens Anas Vater, dem Dorfwirt, der hoffnungsvolle Verdacht aufkeimt, der junge kluge Iraner sei ein potenter Investor, der die verfallene Textilfabrik im Ort wieder mit Leben und Arbeitsplätzen erfüllen möchte.
Mohsen zerstreut den falschen Verdacht um Anas Liebe willen vorerst nicht. Im Dorfgasthof wird fortan, um sich bei dem Gast einzuschmeicheln, persisches Essen serviert.
Als das Auto repariert ist, fährt Ana mit Mohsen nach Polen. Dort zeigt sich, dass er einem Betrug aufgesessen ist – es sind nur wenige magere Schafe, die er bekommt. Darunter ist ein trächtiges Mutterschaf, das während des wegen fehlender Einfuhrpapiere illegalen Übergangs über die Grenze ein Junges wirft (welches sich zum Schluss als der (kindliche) Erzähler zu erkennen gibt, der den gesamten Film aus dem Off begleitete).
Kurz darauf platzen Mohsens Eltern in die Dorfidylle, die aus Sorge um das Wohlergehen ihres Sohnes angereist sind.
Mohsen unternimmt alles, damit sich sein ahnungsloser Vater nicht verplappert, der sich zwischenzeitlich über ein gemeinsames Faible für Armeeuniformen und Schnaps mit Anas Vater angefreundet hat.
Als Mohsen Ana einen Heiratsantrag macht, klärt der junge Mann vor allen im Gasthof das ganze Missverständnis und gibt zu, es schon länger durchschaut zu haben.
Daraufhin verpasst Ana ihm einen Kinnhaken und wendet sich enttäuscht ab.
Es dauert etwas, bis alle Protagonisten wieder zueinander finden.
So auch Ana, die Mohsen in Polen aufsucht, wohin sich dieser, von Anas Sturköpfigkeit ebenfalls enttäuscht, zurückgezogen hat.
Aus der Erkenntnis, dass das iranische Essen im Dorfgasthof ein Verkaufsknüller ist, wird aus einem Teil der alten Fabrik ein lukratives iranisch-deutsches Kulturzentrum, welches großen Zulauf erhält.
Untermalt wird der Film von kurzen Einlagen im Stile typischer iranischer Videoclips, deren – für das deutsche Kinopublikum gewollt komisch wirkende – Kitschigkeit ein Element dieser Komödie ist. Mitwirkende sind die Protagonisten des Films.
Drehorte u. a. Berlin, Brandenburg: Nauen, Kleinmachnow, Dahlewitz, Golzow, Velten, Rüdersdorf, Nudow

## Rezeption
- „Lachattacke gegen die Angst vor dem Fremden“ DER STANDARD[4]
- „Fazit: Fantasievoll-witziger Culture Clash“ KURIER
- „Nie war der Zusammenprall der Kulturen komischer.“ CINEMA[5]
- „Der Film bietet erfreulich sinnfreie Kurzweil für alle, die sich in jüngster Vergangenheit bei ähnlich gelagerten Filmen wie Kebab Connection und Schnitzelparadies zu amüsieren gewusst haben. Gewöhnungsbedürftig sind allerdings die zahlreichen filmischen Sondereinlagen, die an manchen Stellen den Verdacht aufkommen lassen, dass mittels dieser Originalität die Schwächen der Handlung überspielt werden sollen.“ (UNVERSTÄNDLICHES GESPRÄCH) Filmblog[6]
- „…so zauberhaft-kreativ wie ‚Amélie‘ von Montmartre.“ BLICKPUNKT FILM[7]
- „Herrlich unkorrekt. Die Klischees beider Seiten kommen hier in den großen Sack, die Baseballkeule ist aber nicht nötig.“ TAZ[8]
- „… eine detailreiche, großartig fotografierte Märchenwelt, in der die Figuren auf kluge und ungemein liebevolle Weise überzeichnet wirken.“ FRANKFURTER NEUE PRESSE
- „Ein Multikulti-Märchen aus dem Wilden Osten“ FALTER
- „Salami Aleikum kommt als ein satirisch überhöhtes und dabei ziemlich vergnügliches Spiel mit Klischees und Vorurteilen daher. Ein in seiner Verspieltheit und undidaktischen Leichtigkeit ziemlich singuläres Werk im aktuellen deutschen Kino.“ BERLINONLINE.DE[9]

## Auszeichnungen
Salami Aleikum gewann beim Internationalen Filmfest Emden-Norderney 2009 den zweiten Preis des Bernhard-Wicki-Filmpreises und den NDR Filmpreis für den Nachwuchs. Der Film war für den MFG-Star Baden-Baden 2009 nominiert.
Den Preis der Deutschen Filmkritik für 2009 erhielt der Film in der Kategorie Bester Debütfilm im Rahmen der Berlinale. 2010 wurde Filmkomponist Ali N. Askin für den Deutschen Filmpreis nominiert.
Am 9. Mai 2012 erhielt Salami Aleikum den CIVIS Medienpreis für Integration.